# Фрыч, Ольга
Ольга Фрыч (пол. Olga Frycz, род. 23 октября или 10 июня 1986, Краков) — польская актриса и кинооператор, член Польской киноакадемии, дочь актёра Яна Фрыча.

## Биография
Родилась в семье актёра Яна Фрыча в Кракове в 1986 году. Имеет старшую сестру Габриэлу, также актрису театра и кино. В 2015 году поддержала кандидатуру Бронислава Коморовского на президентских выборах в Польше.

## Признание
В 2002 году Фрыч была номинирована на премию «Орлы» в категории «лучшая женская роль второго плана» за работу в фильме «Лики смерти». Имеет номинации на ту же премию за роли в фильмах Weiser и Wszystko co kocham.

## Фильмография
- 1994 — Szczególnie małe sny (телеспектакль);
- 1994 — Chmura na sznurku (телеспектакль);
- 1995 — Bajkowy las (телеспектакль);
- 1996 — Gry uliczne;
- 1996 — Gdzie jesteś, święty Mikołaju?[пол.];
- 2000 — Weiser;
- 2001 — Одна июньская ночь / Noc czerwcowa — Мэри
- 2001 — Лики смерти / Boże skrawki — Маруся
- 2002 — Dyplom;
- 2005 — Zielony;
- 2005 — Z odzysku;
- 2010 — Prawdziwe historie;
- 2009 — Miłość na wybiegu;
- 2011 — 80 миллионов / 80 milionów — Мария
- 2012 — Анна Герман. Тайна белого ангела / Anna German. Tajemnica Białego Anioła — Янечка, подруга Анны